# Livistona humilis
Livistona humilis är en enhjärtbladig växtart som beskrevs av Robert Brown. Livistona humilis ingår i släktet Livistona och familjen Arecaceae. Inga underarter finns listade i Catalogue of Life.

## Bildgalleri

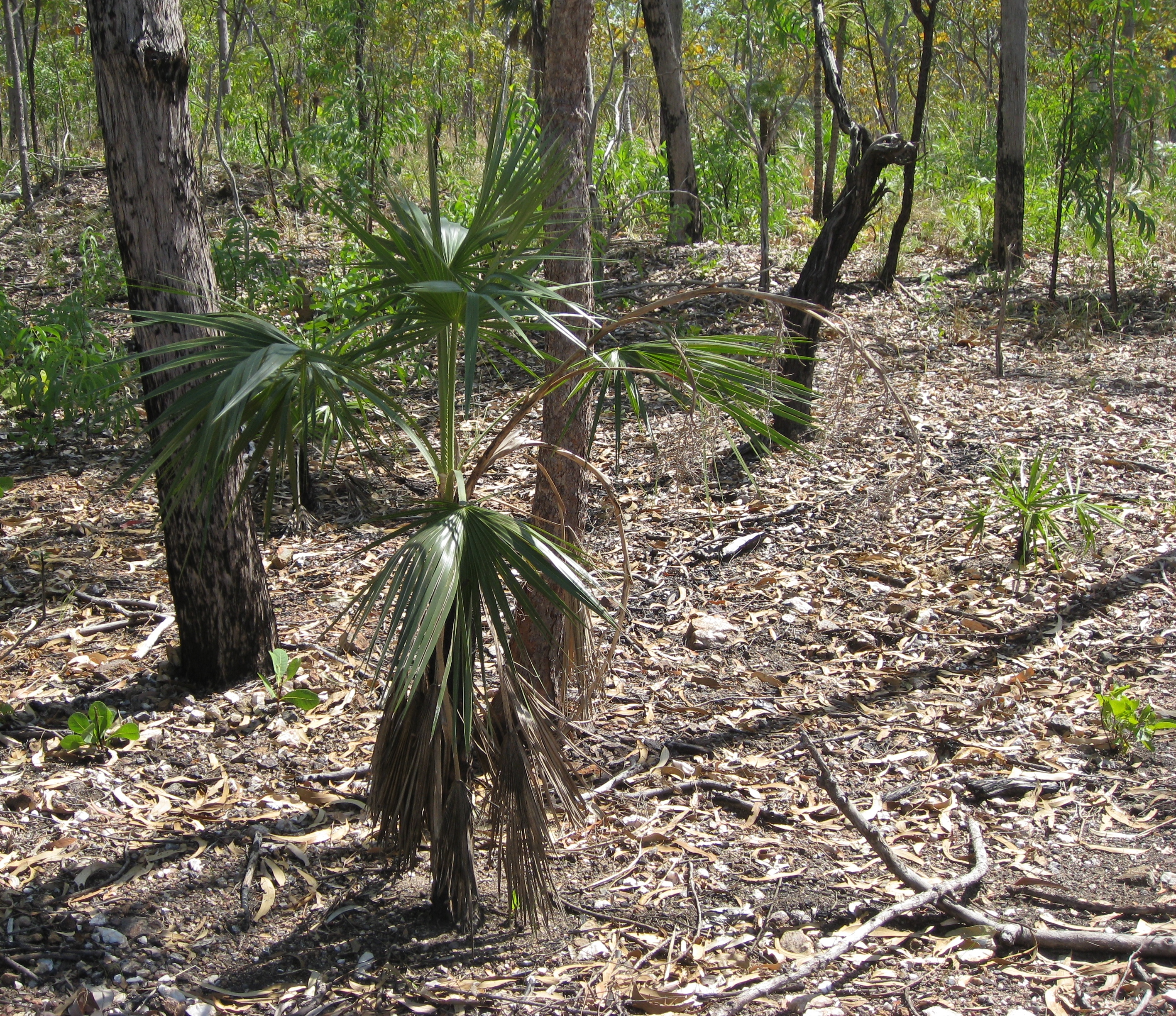
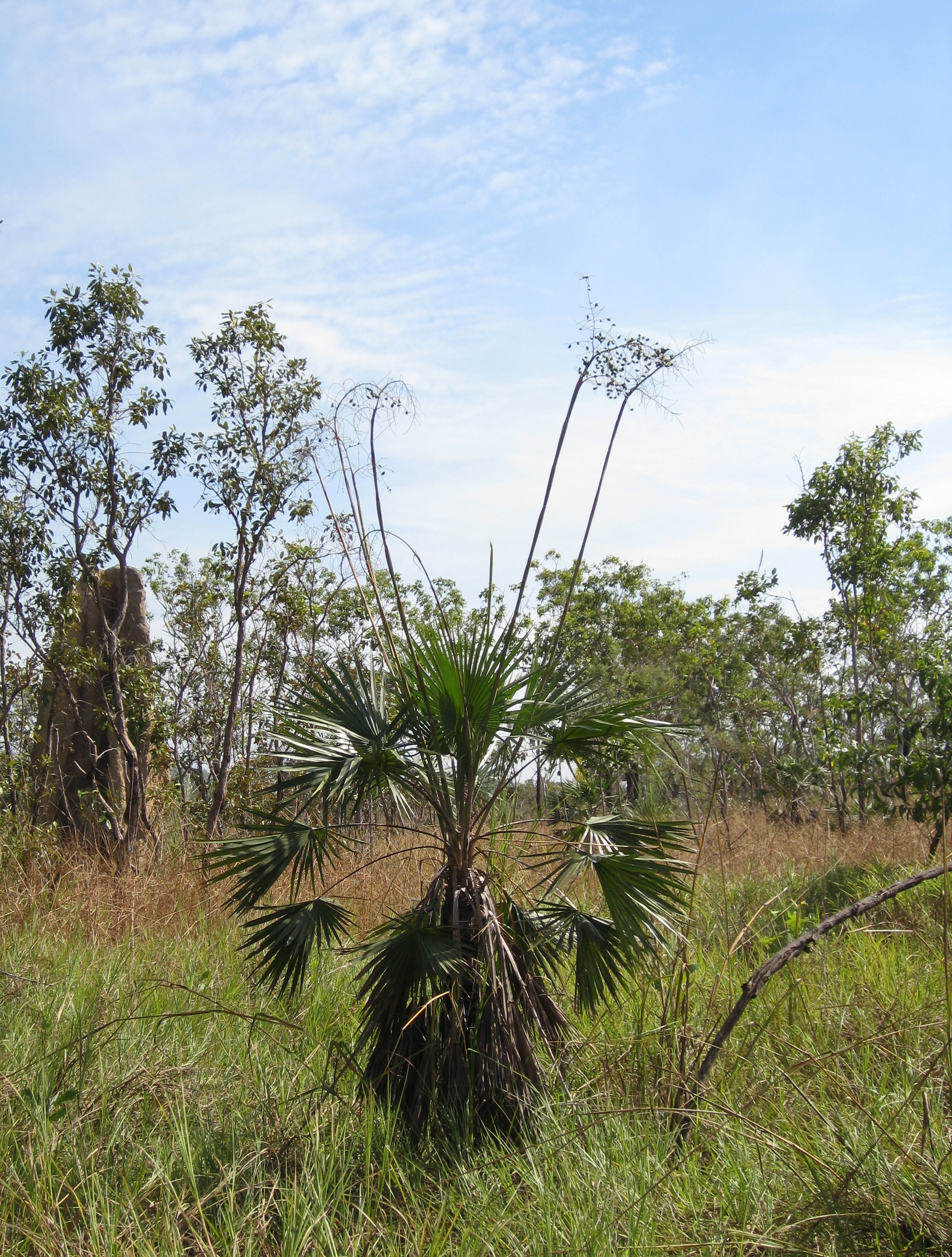